# Năsal (Cluj)
Pour les articles homonymes, voir Nasal.
Năsal [nəsal] (Noszoly en hongrois) est un village de la commune de Țaga dans le județ de Cluj. Il produit un fromage à pâte molle auquel il a donné son nom : le Năsal.

## Population
La distribution de la population en 2002 était la suivante[source insuffisante] :
- Roumains : 337, soit 83,0 %
- Hongrois : 69, soit 17,0 %